# 希望之火 (胰島素)
希望之火（英文：Flame of Hope）是一盏为了纪念弗雷德里克·格兰特·班廷爵士发现了胰岛素、同时也为了纪念一切受到糖尿病影响的人们而设立的长明灯。 与此同时，它也提醒着我们，胰岛素只是控制而并非治愈了糖尿病。它代表了对尽快找到治愈方法的希望。
这盏火只会在发现了糖尿病治愈方法之后被熄灭。届时，发现该方法的团队将会被接来当地，亲手完成熄灭火焰这一工作。
希望之火是由伊丽莎白王太后于1989年7月7日在4000余名观众的见证下点燃的。

## 位置与结构
希望之火位于加拿大安大略省伦敦。它坐落于弗雷德里克·格兰特·班廷爵士广场（Sir Frederick G. Banting Square），毗邻于班廷小屋（Banting House）。
火焰之下的纪念碑是由罗伯特·吉尔德（Robert Geard）设计的，是一座15吨重的缟玛瑙花岗岩材质的纪念碑，高2.1米（6.9英尺）。纪念碑可以抵抗酸雨侵蚀，火焰在协调人George Prociw的帮助下被设计为可以防风、防雨雪。
火焰由天然气系统提供燃料，周围有一圈花岗岩做为火焰的护盾。